# Шестое чувство (фильм, 1935)
Шестое чувство (азерб. Altinci hiss) — советская драма 1935 года производства Азерфильм. Являлся немым фильмом.

## Сюжет
В фильме рассказывалось о повседневной работе и заботе работников нефтяной промышленности Азербайджанской ССР. Фильм до сегодняшнего дня не сохранился, но сохранились архивные кадры из фильма.

## Создатели фильма

### В ролях
Алескер Алекперов — Мухандис Гейдар
И. Дашдамиров — хромой мастер
Алекпер Гусейн-заде — Гусейнов
Исмаил Идаят-заде
Мовсун Санани
С. Климов

### Административная группа
авторы сценария : Алексей Каплер, Иван Тартаковский
режиссёр-постановщик : Микаил Микаилов
оператор-постановщик : Фёдор Новицкий
художник-постановщик : Виктор Аден